# Voivodeni
Voivodeni (in ungherese Vajdaszentivány, in tedesco Johannisdorf) è un comune della Romania di 1832 abitanti, ubicato nel distretto di Mureș, nella regione storica della Transilvania. 
Il comune è formato dall'unione di 2 villaggi: Toldal e Voivodeni.